# Baltique (chanson)
Pour les articles homonymes, voir Baltique.
Pistes de Boucan d'enfer
Tout arrêter... L'Entarté
Baltique est une chanson du chanteur Renaud, issue de l'album Boucan d'enfer (2002). Elle parle de Baltique, la chienne de François Mitterrand qui, lors des obsèques de celui-ci, fut obligée de rester hors de l'église.
En effet, le 11 janvier 1996, trois jours après la mort de l'ancien président, à l'occasion des funérailles « privées » à Jarnac (tandis que se déroulait, au même moment, une messe en la cathédrale Notre-Dame de Paris), Baltique resta cantonnée à l'entrée de l'église, tenue en laisse par Michel Charasse, ancien ministre du budget, durant toute la cérémonie.
Elle figure également sur différents enregistrements live de Renaud, comme Tournée d'enfer, Tournée Rouge Sang et le Live à La Cigale.